# Sárközi Gerő
Sárközi Gerő, Sárközy (Árpád, 1908. január 3. – Árpád, 1977. március 9.) erdélyi magyar költő.

## Életútja
Szülőfalujában hat elemit végzett; műveltségét szorgos önműveléssel szerezte. Élete végéig a mezőgazdaságban dolgozott.
Első verseit 1931-ben a nagyszalontai sajtó közölte, köztük a Szemle. Ebben az évben nyerte el a Magyar Párt pályadíját Virradat és Egy szál őszi rózsa c. verseivel (Nagyvárad, 1931. október 14.), majd a nagyváradi Szigligeti Társaságban is sikerrel szerepelt. A bihari táj sajátos levegőjét sugalló verseit 1932-ben a Szigligeti Társaság kiadásában megjelent Tíz tűz c. antológia, később a Százhúros hegedű (Budapest, 1942) c. versválogatás is közölte. 
Versei folyamatosan jelentek meg a nagyváradi és a magyarországi sajtóban a II. világháború után is, sőt egy amerikai magyar lap is közölt tőle verset.

## Kötetekben
- Barázdák dala (Reményik Sándor előszavával, Nagyszalonta, 1933)
- Felnyög a föld (válogatott versek, sajtó alá rendezte Fábián Imre, Nagyvárad, 2002)
- Tíz tűz. Antológia. Nagyvárad, 1932 (újrakiadása Indig Ottó tanulmányával, Nagyvárad, 2004)